# Allophylus cobbe
Allophylus cobbe är en kinesträdsväxtart som först beskrevs av Carl von Linné, och fick sitt nu gällande namn av Raeusch. Allophylus cobbe ingår i släktet Allophylus och familjen kinesträdsväxter. Utöver nominatformen finns också underarten A. c. velutinus.